# Jakowlew Jak-23
Die Jakowlew Jak-23 (russisch Яковлев Як-23, NATO-Codename „Flora“) aus dem Konstruktionsbüro Jakowlew war ein einstrahliges sowjetisches Jagdflugzeug. Sie erschien etwa zeitgleich mit der MiG-15, wurde jedoch nur in weit geringeren Stückzahlen produziert.

## Entwicklung und Einsatz
Entwickelt wurde sie aus der Jak-19 mit spindelförmigem Rumpf. Als Antrieb war ein leistungsstärkeres RD-500-Strahltriebwerk vorgesehen. Da dieses aus dem Rolls-Royce Derwent abgeleitete Radialtriebwerk größer als das RD-10F der Jak-19 war, wurde es wie bei den Typen Jak-15 und Jak-17 im Vorder- und Mittelteil des zum Heck hin auslaufenden Rumpfes eingebaut.
Die Flugerprobung erfolgte von Juni bis September 1947 durch M. I. Iwanow. Die Serienfertigung im Flugzeugwerk Nr. 31 in Tblissi lief von März 1948 bis 1950 und endete nach der 310. Maschine. Eine Schulversion hieß Jak-23UTI und erschien 1949 in einigen wenigen Exemplaren. Dabei wurde der zweite Sitz vor dem des Einsitzers platziert. Die Jak-23 wurde von den sowjetischen Luftstreitkräften geflogen, jedoch auch exportiert, so etwa nach Bulgarien.

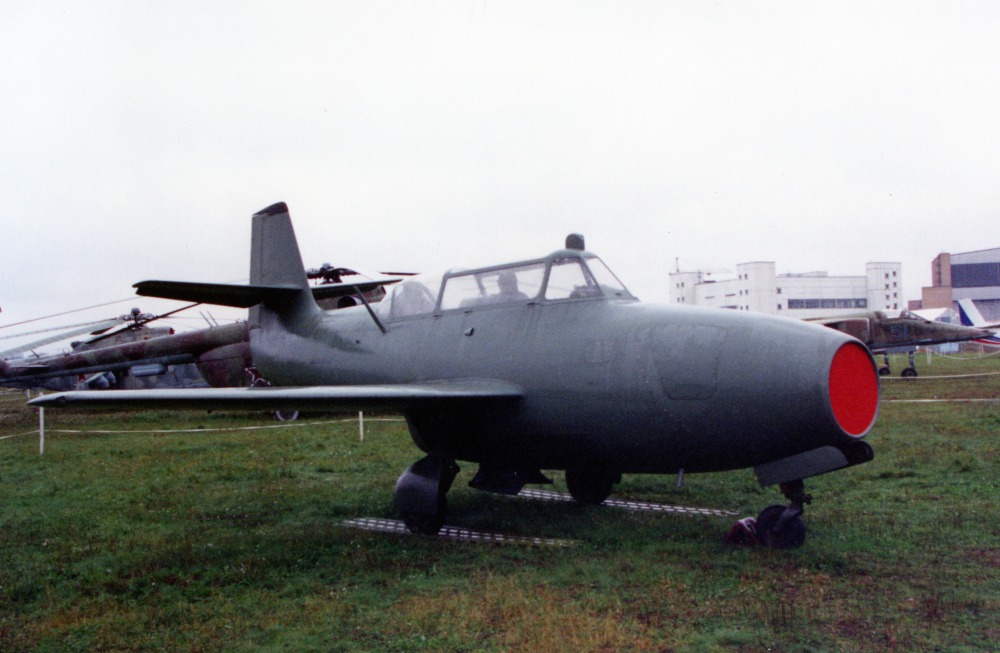
Jak-23UTI in Chodynka

In Polen ersetzte das Muster ab 1951 die bis dahin verwendete Jak-9P mit Kolbenmotor und wurde das erste Strahlflugzeug im Einsatz der Armee. In der ersten Linie stand sie dort bis 1956 und wurde danach noch einige Zeit als Schulflugzeug verwendet. 1957 wurden durch eine polnische Jak-23 zwei Weltrekorde errungen, als sie in 1:59 min auf 3000 m und in 3:07 min auf 6000 m stieg.

Unter der Bezeichnung S-101 (Stihaci letadla=Jagdflugzeug) flogen zwölf Maschinen in der Tschechoslowakei. Zum beabsichtigten Lizenzbau kam es aber nicht, da die Sowjetunion inzwischen das wesentlich fortschrittlichere Flugzeug MiG-15 zum Lizenzbau anbot.
Die rumänischen Luftstreitkräfte waren ebenfalls mit diesem Typ ausgerüstet und entwickelten sogar eine eigene doppelsitzige Schulversion, die Jak-23D.C. (Doubla Comanda=Doppelsteuer). Im Unterschied zur sowjetischen Jak-23UTI wurde der zusätzliche Sitz aber hinter dem des Einsitzers angeordnet, so dass sich die sowjetischen und die rumänischen Jak-23-Doppelsitzer äußerlich deutlich unterschieden.
Die nachfolgenden Muster Jak-25, Jak-30 und Jak-50 blieben allesamt Versuchsjagdflugzeuge und wurden nicht in Serie gebaut. Besichtigen kann man heute noch je eine Jak-23 im Warschauer Militärmuseum, im Luftfahrtmuseum Prag/Kbely sowie im Zentralen Museum der russischen Luftstreitkräfte in Monino.

## Aufbau

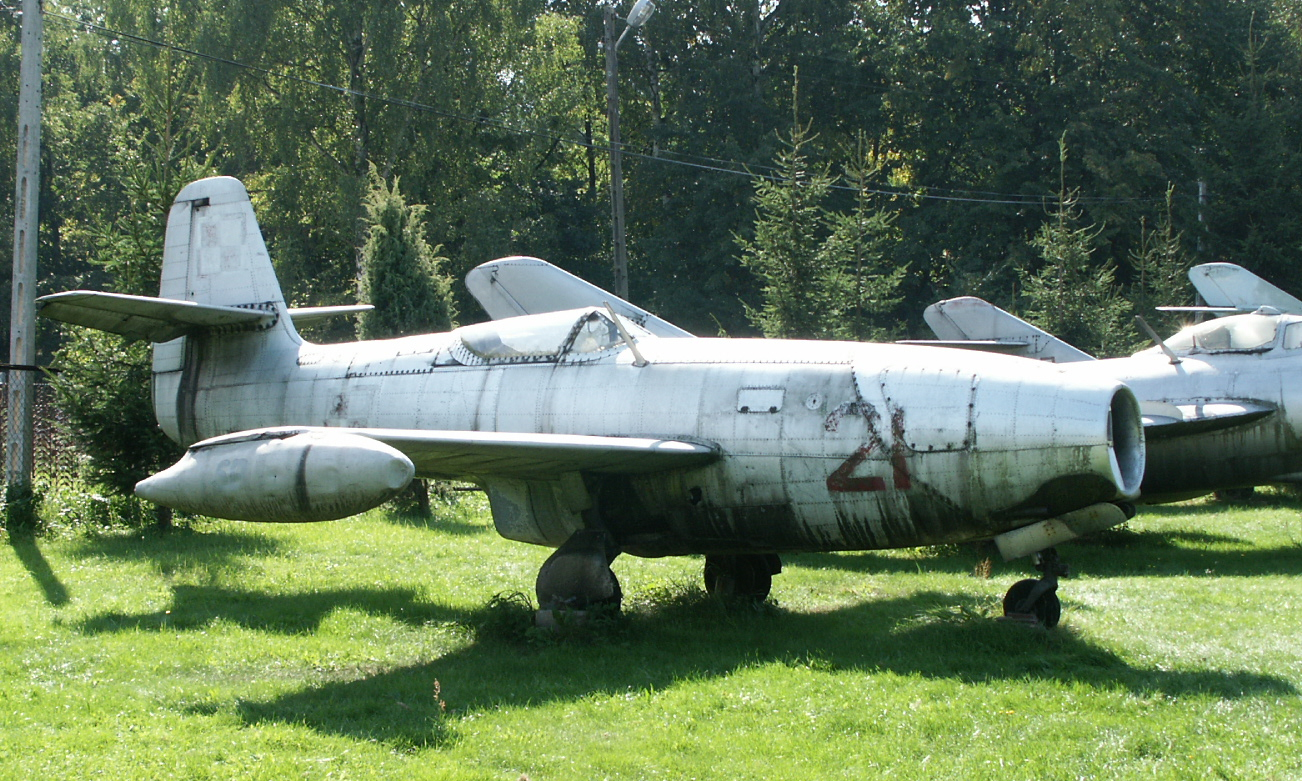
Jak-23 mit Zusatztanks an den Flächenenden

Die Jak-23 war einfach und robust konstruiert; bei Wartungsarbeiten konnte das gesamte Rumpfvorderteil demontiert werden, um den Zugang zum Triebwerk zu erleichtern. Das Flugzeug bestand vollständig aus Metall, der Rumpf war mit einer selbsttragenden Hülle verkleidet.
Die mit einem Laminarprofil versehenen Tragflächen waren freitragend und in Mitteldeckerbauweise angeordnet. Aufgrund ihrer geringen Dicke konnten in ihnen keine Kraftstoffbehälter untergebracht werden, so dass die Jak-23 meist zwei externe Tanks an den Flächenenden mitführte. Das Bugfahrwerk sowie die Räder des Hauptfahrwerkes fuhren während des Fluges in den Rumpf ein, die Streben ruhten in den Tragflächen.
Der Pilot saß in einer unhermetisierten Kabine und war im Nacken durch eine 8-mm-Panzerplatte sowie von vorn durch eine Stirnscheibe aus 57-mm-Panzerglas geschützt.
Zur Ausrüstung des Modells gehörten ein Schleudersitz, ein RSI-6M-1-Funkgerät sowie ein Funkhalbkompass.
Aufgrund des robusten Fahrwerks konnte die Jak-23 auch von unbefestigten Graspisten aus operieren.

## Militärische Nutzer
- Albanien: Albanische Luftstreitkräfte – Albanien verkaufte die Flugzeuge nach kurzer Nutzung an Polen weiter
- Bulgarien: Bulgarische Luftstreitkräfte – 12
- Polen: Polnische Luftstreitkräfte – 100+ (Bezeichnung G-3).[2][3] Die polnische Maschine mit dem zivilen Kennzeichen SP-GLK des Luftfahrtinstituts flog bis 1961
- Rumänien: Rumänische Luftstreitkräfte – 62
- Sowjetunion: Sowjetische Luftstreitkräfte
- Tschechoslowakei: Tschechoslowakische Luftstreitkräfte 12 Stück[3], später eventuell zusätzlich 9 weitere Flugzeuge, als S-101 bezeichnet. 1956 ausgemustert.
- Ungarn: Ungarische Luftstreitkräfte

## Erprobung durch die USAF
Im Zuge des Koreakrieges interessierte sich die USA für das Flugzeug. Die CIA plante unter dem Codenamen „Projekt Alpha“ die Entführung einer Maschine durch einen zum Überlaufen bereiten Piloten. Dieser wurde in dem rumänischen Piloten Mihail Diacoanu gefunden, der am 24. Juni 1953 in Jugoslawien landete. Er bekam in den USA eine neue Identität. Das Flugzeug wurde in Jugoslawien nach dem Entfernen der Hoheitsabzeichen in 21 Flügen von jugoslawischen Testpiloten geflogen und anschließend in die USA überführt. Die Jak-23 erhielt US-Hoheitsabzeichen mit der Buzz Number FU-599 und wurde auf dem Air Force Test and Evaluation Center in Wright Field nahe Dayton unter strengster Geheimhaltung getestet. Es beeindruckte dabei wenig und wurde wieder mit den ursprünglichen Hoheitsabzeichen an Jugoslawien zurückgeschickt.

## Technische Daten

3-Seiten-Ansicht

| Kenngröße             | Jak-23                                         | Jak-23UTI                                      |
| --------------------- | ---------------------------------------------- | ---------------------------------------------- |
| Konzeption            | Jagdflugzeug                                   | Schulflugzeug                                  |
| Besatzung             | 1 Pilot                                        | 2 (Fluglehrer / Flugschüler)                   |
| Spannweite            | 8,73 m                                         | 8,73 m                                         |
| Länge                 | 8,12 m                                         | 8,33 m                                         |
| Höhe                  | 3,30 m                                         | 3,30 m                                         |
| Flügelfläche          | 13,50 m²                                       | 13,50 m²                                       |
| Rüstmasse             | 1.980 kg                                       | 2.200 kg                                       |
| Startmasse            | normal 3.036 kg maximal 3.384 kg               | normal 2.950 kg maximal 3.300 kg               |
| Antrieb               | ein Turbinenluftstrahltriebwerk RD-500         | ein Turbinenluftstrahltriebwerk RD-500         |
| Leistung              | 15,6 kN Startschub                             | 15,6 kN Startschub                             |
| Höchstgeschwindigkeit | 923 km/h in Bodennähe 868 km/h in 5.000 m Höhe | 900 km/h in Bodennähe 875 km/h in 5.000 m Höhe |
| Steigzeit             | 2,3 min auf 5.000 m                            | k. A.                                          |
| Gipfelhöhe            | 14.800 m                                       | 14.000 m                                       |
| Reichweite            | 485 km                                         | 500 km                                         |
| Bewaffnung            | zwei 23-mm-MK 150P oder zwei 23-mm-MK NR-23K   | ein 12,7-mm-MG UB                              |
| Abwurfmunition        | zwei 60-kg-Bomben                              | –                                              |